# TEMPURA
『TEMPURA』（テンプラ）は2006年にMTVジャパンで放送されていたバラエティ番組。マッコイ斎藤が演出を手がけていた。2000年から2002年に米国で制作され、日本でもヒットを記録した「JACKASS」の日本版とも呼ばれる。TEMPURAMANと呼ばれる総裁のもと、危険で放送禁止ギリギリな企画が魅力。現在は、シリーズそのものが中止している模様。（続シリーズとしてGEISHAMANが単発公開）

## メンバー
- 日雇い総裁　TEMPURAMAN
- 元甲子園球児今バーテンダー　みね
- 謎の2m高校生　山田カントリー
- 東京青年　龍
- 生涯無職　キリスト東海林
- コリアン番長　金ちゃん
- 脱税取締役　げんちゃん
- モヒカンサラリーマン　野村人事部長